# Millennium Mambo
Millennium Mambo (mand. 千禧曼波, pinyin Qiānxī Mànbō) – tajwański dramat obyczajowy z 2001 roku w reżyserii Hou Hsiao-hsiena i według scenariusza jego stałej współpracownicy Chu Tʽien-wen. W rolach głównych wystąpili Shu Qi, Tuan Chun-hao i Jack Kao. Zdjęcia kręcono w Tajpej oraz w Yubari w japońskiej prowincji Hokkaido.
Premiera filmu odbyła się 19 maja 2001 roku w sekcji konkursowej podczas 54. MFF w Cannes.

## Fabuła
W narracji zza kadru, Vicky w 2011 roku wspomina swoje życie przed dziesięcioma laty; wspomina rozpoczęcie dorosłego życia zbiegające się z rozpoczęciem nowego milenium. Jako pracownica dyskoteki utrzymywała siebie oraz chłopaka Hao-hao, hobbystycznego DJ-a, który był jednak bezrobotny i zaborczy wobec niej. Vicky i Hao-hao często rozstawali się, jednak dziewczyna nie potrafiła odejść na stałe, obiecując sobie, że opuści go, kiedy wyda wszystkie zaoszczędzone pieniądze. Po jednym z rozstań kobieta znajduje pracę w klubie jako tancerka oraz hostessa, gdzie poznaje Jacka – stabilnego finansowo biznesmena mającego kryminalne powiązania. Ostatecznie kończy związek z toksycznym Hao-hao, na krótko wprowadzając się do Jacka; w międzyczasie poznaje i zaprzyjaźnia się z braćmi Ko i Junem z Hokkaido, których odwiedza przy okazji trwającego tam festiwalu filmowego. Film kończy się Vicky przylatującą do Japonii na prośbę Jacka, zostawiając go jednak i spotykając się z braćmi.

## Obsada
- Shu Qi jako Vicky,
- Tuan Chun-hao jako Hao-hao,
- Jack Kao jako Jack,
- Doze Niu jako Doze,
- Jun Takeuchi jako Jun,
- Ko Takeuchi jako Ko

## Powstawanie i premiera
Na samym początku zamysłem Hou było nakręcenie dokumentu o życiu młodych ludzi skoncentrowanego wobec muzyki techno, pomysł jednak porzucił, i, w pierwszej wersji fabularnej film miał opowiadać historię niewiernej mężatki pracującej jako DJka, która wikła się w romans z uzależnionym od hazardu kierownikiem kasyna z Makau, a następnie wylatuje z nim do Tajpej, gdzie poznaje biznesmena Jacka. Hsiao-hsien planował obsadzić w dwóch głównych rolach Maggie Cheung oraz Tony’ego Leunga Chiu-waia, których w tamtym jednak czasie do Spragnionych miłości zatrudnił Wong Kar-wai. 
Autorstwo scenariusza Millennium Mambo przypisuje się stałej współpracownicy Hou Hsiao-hsiena, Chu Tʽien-wen, jednak, jak podaje sam reżyser, po zmianach obsadowych, i zatrudnieniu do roli głównej Shu Qi, scenopis został wyszczuplony do zwykłych opisów przestrzeni i sytuacji; w efekcie końcowym niemal wszystkie dialogi były improwizowane. Głównym autorem muzyki do filmu był tajwański twórca muzyki elektronicznej Lim Giong, jednak pojawiają się w filmie także kompozycje autorstwa Dawna Tallmana, G Force oraz DJ-a Finorskiego. Zdjęcia, autorstwa Marka Lee Ping-bonga, oferują szeroką gamę barw – od ekspresjonistycznych, dyskotekowych oświetleń, do naturalistycznych kolorów pomieszczeń oraz miasta w trakcie zimy. Millennium Mambo w sporej części opowiedziane jest na zbliżeniach na twarze bohaterów, by podkreślić ich stany emocjonalne; było to stylistyczne odstępstwo Hou, który do tej pory znany był ze stosowania szerszych planów.

### Odbiór
Millennium Mambo miało premierę podczas 54. Międzynarodowego festiwalu filmowego w Cannes i było 14. współpracą między Hsiao-hsienem a Tʽien-wen. Wersja festiwalowa filmu trwała 119 minut; do dystrybucji kinowej wydano wersję 101 minutową, z której głównie wycięto sceny w Japonii. Podczas festiwalu w Cannes film przyjęty był z obojętnością, z uwagi na co reżyser zdecydował się go skrócić w dalszej dystrybucji. Na portalu Rotten Tomatoes agregującym profesjonalne recenzje, Millennium Mambo utrzymuje status filmu „świeżego” z 81% pozytywnych recenzji na 32 napisane. O ile niemal wszyscy podkreślali walory stylistyczne filmu, niektórzy czuli, że szczątkowa i chaotyczna oś fabularna to za mało jak na treść.
Millennium Mambo uruchomiło karierę Shu Qi jako pełnoprawnej aktorki dramatycznej, która do tej pory znana była jako ambasadorka marek oraz z występów w dwóch filmach erotycznych na początku kariery. Qi i Hsiao-hsien następnie wrócą do współpracy przy Trzech miłościach (2005) oraz Zabójczyni (2015).